# Gaiful·línskoie
Gaiful·línskoie (en rus: Гайфуллинское) és un poble de Baixkíria, a Rússia, que en el cens del 2010 tenia 31 habitants. Pertany al districte d'Arkhànguelskoie.